# PZL.46 Sum
Le PZL.46 Sum était un bombardier léger monomoteur polonais produit par PZL avant la Seconde Guerre mondiale. Seuls deux prototypes furent construits.

## Développement et production
Le PZL.46 fut conçu par Stanisław Prauss comme successeur au bombardier léger et avion de reconnaissance, PZL.23. Les premiers dessins furent réalisés en 1936 et un PZL.23 modifié fut construit afin d’essayer de nouvelles configurations comme les doubles dérives et une tourelle ventrale rétractable.
Le premier prototype vola en août 1938. On songea d’abord à l’équiper d’un train d’atterrissage rentrant mais on opta finalement pour un train fixe, l’industrie polonaise ne produisant pas de trains rentrants. En novembre et décembre 1938, le premier prototype fut exposé au Salon du Bourget. Le second prototype (PZL.46/II) s’envola pour la première fois en mai 1939.
Les tests montrèrent que le Sum avait de bien meilleures performances que le Karaś. Le seul défaut majeur provenait de la tourelle rétractable dont l’utilité était discutable et qui réduisait les performances de l’appareil.
La construction en série du Sum fut ordonnée en mars 1939. L’armée de l’air polonaise prévoyait d’acheter 160 PZL.46A et les premières livraisons devaient avoir lieu au début de l’année 1940. Seuls quelques éléments furent produits avant l’invasion de la Pologne en 1939.
La construction du troisième prototype commença à l’été 1939. Il s’agissait d’une version destinée à l’export propulsée par un moteur Gnome-Rhône 14N21. La Bulgarie (alors équipée de Karaś) se montra intéressée et fit une précommande de 12 appareils qui ne furent pas construits à cause de la guerre.

## Versions
- PZL.46/I : premier prototype
- PZL.46/II : second prototype
- PZL.46A : version principale de série. 160 appareils commandés par l'armée de l'air polonaise mais aucun ne fut construit
- PZL.46B : version export propulsée par un Gnome-Rhône 14N21. Production abandonnée